# Syndicalisme à La Réunion
Le syndicalisme est présent à La Réunion.

## Syndicats
L'Union interprofessionnelle de la Réunion est un syndicat interprofessionnel implanté sur l'île de La Réunion. Lié par un protocole de coopération à la CFDT, il est reconnu par la Confédération syndicale internationale, à laquelle il est directement affilié. Il revendique 16 000 syndiqués.